# Altica inaerata
Altica inaerata är en skalbaggsart som beskrevs av J. L. Leconte 1860. Altica inaerata ingår i släktet Altica och familjen bladbaggar. Inga underarter finns listade i Catalogue of Life.